# 1973年のテレビ (日本)
1973年のテレビ（1973ねんのテレビ）では、1973年（昭和48年）の日本におけるテレビジョン放送全般の動向についてまとめる。

## 主なできごと
東京12チャンネル（後のテレビ東京）、被免許者及び運営会社が変更。
東京12チャンネルの運営が、10月31日付で「日本科学技術振興財団テレビ事業本部」の免許期限により閉局し、新たに11月1日付で「株式会社東京十二チャンネル」への新規免許により開局。それまで同社はの同局の番組を制作する会社「株式会社東京十二チャンネルプロダクション」として運営しており、運営変更に伴う新規免許に当り、10月24日に「株式会社東京十二チャンネル」に会社名を変更している。放送設備等は被免許者の変更に伴い、全て新会社が引き継いだ。
開局
- 4月1日にUHF独立局の奈良テレビ放送が開局。
- NHK、中京広域圏内の県域ローカル放送体制を完成させる為に、2月17日にNHK岐阜放送局、3月3日にNHK津放送局（三重県）の各総合テレビ（共にUHF）が開局、4月2日には共に県域（ローカル）放送を開始する（教育テレビは引き続きNHK名古屋放送局管轄となる）。

中京地方、テレビ系列整理が完了。
4月1日、名古屋テレビ放送がNET=ANN系列、中京テレビ放送がNTV=NNN・NNS系列に各々一本化したことで、同地方に於いての「複合ネット」が解消され、東海地区の4系列4局によるフルネット化が完了（後述）。
12月、在京キー局と新聞社とがそれぞれ保有する株式の整理が実施
これにより、日本テレビ(NTV)＝読売新聞、TBS＝毎日新聞、フジテレビ＝サンケイ新聞、日本教育テレビ（NET)＝朝日新聞、東京12チャンネル＝日本経済新聞の形による「新聞・放送」の株式単一化が進められた。これが契機で、後に大阪準キー局のネットチェンジへと発展する（当時TBS系の朝日放送とNET系の毎日放送が各々のキー局系列を交換、1975年3月31日に実施）。
全面カラー化への動き
TBS、フジテレビ、NETが、番組の全面カラー化を完了（過去の再放送や、故意の場合を除く）。
テレビ番組
- この年、TBS系『8時だョ!全員集合』の後半コントで、加藤茶（ザ・ドリフターズ）が発した「ちょっとだけよ、あんたも好きねぇ」が人気を博した。
- エルビス・プレスリーのハワイ公演の模様がアジア・オセアニア地域に衛星生中継され、日本では日本テレビにて生放送。音楽公演の衛星生中継の先駆けとなる。
- 『日立グループ』一社提供番組に於いて、「日立の樹」（この木何の木気になる木）のCMが放送開始する（後述）。
- 局の看板となる、以下の番組が放送開始。
  - 日本テレビ:『木曜スペシャル』
  - TBS:『3時にあいましょう』
  - フジテレビ:『ひらけ!ポンキッキ』

その他
NHK、カラーテレビ受像機の普及を最優先方針としたこと等から、音声多重放送の実験放送を12月9日に終了（後述）。以後同放送は、1978年9月28日の日本テレビの実用化試験放送開始まで行われなかった。

## 番組関係のできごと

### 1月
- 1月1日～3日 - NHK総合、正月3が日に渡り、年始特集『新春討論 - 日本を考える』を放送。1日は「世界の中でどう生きるか」、2日は「東京中心 主義は変えられるか」、3日は「成人になるために何が必要か」をテーマに討論を繰り広げた。[1]
- 1月2日 - 関東・関西・東海の広域圏内のUHFテレビ8社[注 1]と放送番組センターの共同企画によるドキュメンタリー番組『名作のふるさと』放送開始。[1]
- 1月3日 - NHK総合、『海外取材番組』で「アジアの自然」が放送開始（ - 2月14日、全4回）。[1]
- 1月7日 - NHK総合、大河ドラマ第11作『国盗り物語』（主演：平幹二朗）放送開始（ - 12月23日、全51回）。[1]
- 1月14日 - 日本テレビ系、米NBC制作のエルビス・プレスリーのライブ中継『アロハ・フロム・ハワイ』を、ハワイのホノルル・インターナショナル・センター・アリーナ（後のブレイズデル・センター）からアジアとオセアニアの視聴者に向けて衛星生中継するに当り、その公演の模様を日本テレビ開局20周年記念特別番組『エルビス・プレスリー・ショー』として生放送[1]、視聴率37.8%を記録[2]。このコンサートは、後の録画での放送を含め、世界38カ国で放送、視聴者数は10億人以上と言われている[2]（「アロハ・フロム・ハワイ」の項も参照）。[注 2]

### 2月
- 2月1日
  - NHK総合、テレビ放送開始20周年記念番組として、『NHKワールド・リポート』を3回シリーズで放送。この日は「インドの夕べ」を、9日は「ドイツの夕べ」を、17日は「ソビエ卜の夕べ」をそれぞれ放送。[1]
  - 日本テレビ系、土居まさるの司会によるクイズ番組『ほんものは誰だ!』放送開始（ - 1980年9月29日。ロート製薬の一社提供）。[1]
- 2月10日 - 毎日放送制作・NET（後のテレビ朝日）系列で1971年4月3日に開始した特撮番組『仮面ライダー』（藤岡弘、佐々木剛主演）がこの日放送の第98話「ゲルショッカー全滅!首領の最後!!」をもって終了。翌週17日より仮面ライダーシリーズ第2作『仮面ライダーV3』（宮内洋主演）が放送開始（ - 1974年2月9日、全48話）。
- 2月27日 - フジテレビ系列『火曜ワイドスペシャル』で、バレーボール系スポーツバラエティ番組『オールスター紅白バレーボール大会』のこの日から開始。1981年まで計11回放送された[注 3]。

### 3月
- 3月7日 - NHK総合、テレビ放送開始20周年記念番組として、吉永小百合のリポートによる『国境のない伝記』放送開始（ - 3月28日、全4回)。[1]

### 4月
- 4月1日
  - 東海地方エリア（愛知・岐阜・三重）に於いて、名古屋放送がNET系に、中京テレビ放送が日本テレビ系に一本化。名古屋放送に日本テレビとNETの人気番組が集中する歪（いびつ）な編成が一変する。
  - 日本テレビ系
    - ドキュメンタリー番組『日立ドキュメンタリー すばらしい世界旅行』で、『日立製作所』一社提供から『日立グループ』の提供となり「日立の樹」のCMが放送開始する。
    - テレビアニメ『ドラえもん』（通称：『旧ドラ』）を放送開始。しかし製作会社の日本テレビ動画の解散で、9月30日で終了となる。[1]
    - 萬屋錦之介主演の時代劇『子連れ狼』第一部が放送開始（ - 9月30日、全27話）[1]。後に第三部まで作られた。

  - 毎日放送制作・NET系のクイズ番組『ダイビングクイズ』の司会を務めた若井はんじ・けんじが卒業し、翌8日からジェリー藤尾が新司会者として登場。
- 4月2日
  - NHK、新年度編成を開始。
    - NHK総合
    - 連続テレビ小説第13作『北の家族』（主演：高橋洋子）放送開始（ - 1974年3月30日）。[1]
    - 滝沢馬琴[注 4]原作の『南総里見八犬伝』を人形劇化した『新八犬伝』を放送開始。人形劇では初の時代劇だったが、1975年3月28日まで2年継続する。[1]

  - フジテレビ系で子供向け番組『ひらけ!ポンキッキ』が放送開始[1][4]。この番組のオリジナルキャラクターとして誕生したガチャピンとムックが人気者となり、また、大ヒットとなった「およげ!たいやきくん」（子門真人）に代表されるような様々な楽曲も生まれた。番組は以後も放送枠移動、タイトル改題、放送波移籍等のリニューアルを繰り返しつつ、2018年3月まで約45年間続く長寿シリーズとなった。
  - NET系の月曜夜8時枠に、渡辺プロダクション制作の『スター・オン・ステージ あなたならOK!』放送開始（ - 9月24日）。日本テレビ系の『NTV紅白歌のベストテン』の真裏にぶつける形となり、いわゆるナベプロ事件が勃発。
  - 朝日放送で横山やすし・西川きよし司会による恋愛バラエティ番組『プロポーズ大作戦』がこの日から関西ローカルで放送開始。1975年12月2日からNET（→テレビ朝日）系全国ネット番組に昇格し、1985年3月26日まで12年続いた。[1]
- 4月5日 - 日本テレビ系で単発特別番組枠『木曜スペシャル』放送開始。当初は1時間枠(20:00-20:55)だったが、同年10月より90分枠(19:30-20:55→20:54)に拡大、その後も枠拡大や縮小を繰り返しながら、1994年3月31日まで21年継続、この番組から『ユリ・ゲラー超能力特集』・『矢追純一UFOシリーズ』・『元祖どっきりカメラ』・『アメリカ横断ウルトラクイズ』などといった人気企画が誕生した。
- 4月6日
  - 日本テレビ系金曜夜7時枠で、横山やすし・西川きよし司会による、ものまね歌謡バラエティ番組『歌まね合戦スターに挑戦!!』[注 5]放送開始。同系では続く7時30分枠でも、コント55号メインの公開バラエティ番組『コント55号のなんでそうなるの?』放送開始。2度の中断期間[注 6]をはさみながら1976年3月まで継続する。
  - TBS系金曜夜7時台前半枠で、円谷プロダクション製作のウルトラシリーズ第6弾『ウルトラマンタロウ』放送開始（ - 1974年4月5日、全53話）。
  - NET（後のテレビ朝日）系で、1969年7月から金曜20時枠で放送されていた『NET日本プロレス中継』（旧：『ワールドプロレスリング』）に代わり、この日より新日本プロレス中継に変更したうえで『ワールドプロレスリング』に再改題、2025年現在も継続中[注 7]。
- 4月7日 - 1968年から5年に渡り放映されたTBS系テレビドラマ『キイハンター』が終了。最盛期には視聴率30%を越える人気番組だった[5]。
- 4月21日 - 朝日放送制作・TBS系で、時代劇『必殺シリーズ』の第2作『必殺仕置人』放送開始（ - 10月13日。全26回）。藤田まこと演じる中村主水が本作より登場。[1]

### 5月
- 5月3日 - NHK総合、ゴールデンウィークの特集番組の1つとして、『平等の旗の下に- 松本治一郎の生涯』を放送。[1][6]

### 6月
- 6月3日 - TBS系の日曜夜の不二家一社提供枠『不二家の時間』が、最終放送作品の『新諸国漫遊記 笛吹童子』がこの日で最終回を迎え、16年弱の幕を降ろす。
- 6月18日 - フジテレビ系の『夜のヒットスタジオ』の生放送中、司会の前田武彦が「共産党バンザイ事件」を起こしてしまう。これにより前田は『夜ヒット』の司会降板（9月24日放送分）のみならず、1971年の放送開始から解説を務めた映画番組『ゴールデン洋画劇場』を6月22日放送分で降板（→高島忠夫に交代）する等、この年の秋改編を目途としてレギュラー番組の大半を失う形となった。
- 6月23日 - 東海テレビ（東海地方ローカル）、無農薬農業をとりあげたドキュメンタリー番組『汚れなき土にまけ』を放送。[1]

### 7月
- 7月2日 - TBS系で午後のワイドショー『3時にあいましょう』放送開始[1]。初代司会者は船越英二（俳優）野際陽子（女優）らで[1]、以後野村泰治（元NHKアナウンサー）→岡部達（TBSアナウンサー）→蓮舫（タレント、2024年まで参議院議員）が司会を務めた。（1992年9月、後に『スーパーワイド』へリニューアル（1996年5月終了））。
- 7月7日 - NHK総合、『刑事コロンボ』シリーズの放送を開始（ - 9月11日、全8回。東京と大阪では実験中の音声多重放送にて二か国語放送を実施）。[1]
- 7月21日 - 前日に、パリ発アムステルダム、アンカレジ経由羽田行きの日本航空404便に於いて、日本赤軍の5人と「被占領地の息子たち」を自称するパレスチナ解放人民戦線（PFLP）のメンバー4人による混成部隊によるハイジャック事件（ドバイ日航機ハイジャック事件）が発生。NHK総合・民放共に、ニュース速報や終夜に渡る特設ニュース等を含め、8～11時間の特別番組を編成。[1]
- 7月23日 - テレビ神奈川（TVKテレビ）、『暮らしのリビング・ポート』に視聴者が企画立案する「あなたが作るテレビ番組」のコーナーが登場する。[1]

### 8月
- 8月3日 - NET系の昼のワイドショー『アフタヌーンショー』の司会を1966年1月31日から7年半務めた桂小金治が、この日の放送で卒業した。翌週6日からは俳優・山田吾一が新司会となるも、10月26日の放送をもってわずか3ヶ月で降板してしまう。急遽、当時NETアナウンサーだった馬場雅夫を新司会に迎え、翌1974年3月1日に降板するまで務めた。
- 8月4日 - NHK総合でこの日、夏恒例の『第5回思い出のメロディー』を生放送。この年竣工したばかりのNHKホール（渋谷区神南）で最初に行われた公開番組となった。司会は宮田輝（当時：NHKアナウンサー、この年の紅白白組司会）が務めた。

### 9月
- 9月29日 - フジテレビ系で1965年3月から続いたハナ肇とクレージーキャッツ出演のミニ番組『（クレージーの）待ッテマシタ!』（月 - 土曜 20:56 - 21:00）が、10月のゴールデンタイムミニ番組枠1分拡大（後述）にともない、この日の放送をもって8年7ヶ月の幕を降ろす。なお、クレージーキャッツの番組は10月1日より平日午後枠に移り『クレージーの奥さ〜ん!』（月 - 金曜 15:55 - 16:00）が開始。

### 10月
- 10月1日 - フジテレビ系『夜のヒットスタジオ』の司会を1968年の番組開始当初より前田武彦とのコンビで務めてきた芳村真理がこの日から一時降板[注 8]。翌1974年3月までの半年間はゲスト歌手2名による司会輪番制で放送を継続。
- 10月2日 - 関西テレビ制作・フジテレビ系で、花登筺原作・脚本、西郷輝彦主演のテレビドラマ『どてらい男（ヤツ）』が放送開始（1975年4月から日曜21時枠に移動。 - 1977年3月）。
- 10月5日
  - TBS系で大映テレビ制作のドラマ『顔で笑って』が放送開始（ - 1974年3月29日、全26回）。出演は宇津井健、山口百恵。当作品終了の半年後に、両者が共演する「赤いシリーズ」が開始された。
  - 日本テレビ系金曜夜10時枠で、和田アキ子らによる生放送バラエティ番組『金曜10時!うわさのチャンネル!!』を放送開始（ - 1979年6月29日）。
- 10月7日
  - フジテレビでオーディション番組『君こそスターだ!』放送開始。当初は日曜正午の放送だったが、半年後に日曜10:00に移動し、1980年3月30日まで6年半継続した。
  - 関西テレビで桂三枝（後の六代 桂文枝）と西川きよしの司会による恋愛バラエティ番組『パンチDEデート』がこの日から関西ローカルで放送開始。1974年10月6日からフジテレビ系全国ネット番組に昇格し、1985年3月30日まで12年続いた。
- 10月13日 - NET系で、『デビルマン』『ミクロイドS』に続く土曜20:30枠のテレビアニメとして、永井豪原作の『キューティーハニー』を開始（ - 1974年3月30日。全25回）。

### 11月
- 11月29日 - 熊本市で大洋デパート火災が発生。NHK総合・民放共に特別番組や特集を編成。[1]

### 12月
- 12月3日 - 日本テレビ系月曜スター劇場枠で、宇津井健主演のテレビドラマ『たんぽぽ』（第1シリーズ） [注 9]が放送開始（ - 1974年5月6日。全22回）。1978年10月まで全5シリーズ制作された同局の看板ドラマとなった。
- 12月31日
  - TBS系で『第15回日本レコード大賞』放送。大賞は五木ひろしの「夜空」。
  - NHK総合、『第24回NHK紅白歌合戦』放送。この年からNHKホールに於いて行われるようになる。なお、白組司会の宮田輝は翌年NHKを退局したため、この回が最後の『紅白』出演となった。
  - 一方でこの年『紅白』を出場辞退した美空ひばりが、『紅白』の裏番組としてNET系で放送の冠特番『美空ひばりワンマンショー』（23:00 - 23:45[注 10]）に出演。以来1977年まで5年間にわたりNET（→テレビ朝日）のひばりの大晦日恒例特番が放送されるようになる[7]。

## その他テレビに関する話題
- 2月17日 - NHK岐阜放送局の総合テレビが開局（UHF）。[1][8][9]
- 3月3日 - NHK津放送局の総合テレビが開局（UHF）。[1][9][10]
- 4月1日
  - 名古屋放送（NBN、名古屋テレビ。後の名古屋テレビ放送、メ〜テレ）が日本テレビと日本教育テレビ（NETテレビ。後のテレビ朝日）のクロスネットからNETテレビ系列のシングルネット局に、中京テレビ放送（CTV）もNETテレビと日本テレビのクロスネットから日本テレビ系列のシングルネットにそれぞれ一本化されるのと同時に、CTVはNBNから入れ替わる形でNNSとNNNに加盟。これにより、中京地方に於いての「複合ネット」が解消され、東海地区の4系列4局によるフルネット化が完了。
  - 奈良テレビ放送（UTN、後のTVN）開局[11]。この年の民放の新規開局は、後述する東京12チャンネルを除くとこの1局のみであった。
  - 日立グループ（日立製作所ほか）の企業CM「日立の樹」[注 11]が、日本テレビ系『日立ドキュメンタリー すばらしい世界旅行』番組内で放映開始[注 12]。「この木なんの木」のフレーズで知られるCMソング（作詞：伊藤アキラ、作曲：小林亜星）と共にお茶の間に親しまれ、何度ものマイナーチェンジを経て、2021年現在も続く長寿CMとなっている[注 13][12]。
- 4月2日 - NHK津放送局およびNHK岐阜放送局の各総合テレビで、県域（ローカル）テレビ放送が開始。[13]
- 6月3日 - 必殺仕置人殺人事件が発生（神奈川県川崎市）。
- 6月20日 - 渋谷区神南にNHKホールが完成[14]。
- 7月16日 - NHK第10代会長を務めた前田義徳が退任、後任の第11代会長に元郵政事務次官の小野吉郎が就任[15]。
- 7月31日 - NHK、本部機能を千代田区内幸町の旧放送会館から渋谷区神南の放送センターに移転[16]。
- 10月 - TBSとNET、全放送時間が100%完全カラー化(過去の再放送や故意の演出の場合等を除く)[17]。
- 10月1日 - 日本民間放送連盟のCM基準改正により、ゴールデンタイムにおけるスポットニュース等のミニ番組の放送枠が、これまでの4分から5分に拡大。
- 10月19日 - 郵政省、テレビジョン放送用周波数割当計画の一部修正。京浜地区の民放教育専門局用周波数２波（第10と第12チャンネル）を廃止し、総合番組局用（チャンネルは同じ）割り当て。同時に宮城（32チャンネル）と広島（31チャンネル）に各1波割り当て。長野・新潟と静岡には３民放を認める。
- 10月24日 - 東京12チャンネルの番組を制作する株式会社東京十二チャンネルプロダクションが、株式会社東京十二チャンネルに社名変更[18]。「放送法によるテレビジョン等放送事業」を目的に追加。日本科学技術振興財団テレビ局の資産等を受け継ぐ。
- 10月31日 - 日本科学技術振興財団テレビ事業本部が運営していた東京12チャンネルがこの日をもって放送終了（日本科学技術振興財団が７月に行った再免許申請を取り下げた。このため財団所属の１社８局が廃局）。
  - 郵政省、NETと東京十二チャンネルに対して総合番組局としての予備免許交付。番組編成に関して教育20%以上、教養30%以上の確保が条件（翌11月1日本免許）。
- 11月1日
  - 東京12チャンネルが総合番組局として改めて開局（１社８局。新規免許であり、日本科学技術振興財団からの免許継承ではない）[19][20]。
  - NET、総合番組局となる[19][20]。
  - 郵政省、全国のNHKと民放5894局に再免許を交付[20]。
  - 東京ニュース通信社、朝日・毎日・読売・日経と東京の5新聞にラジオ・テレビ欄の一括制作と配信を開始[21]。
  - 電電公社、テレビ中継回線の全国ループ整備に於いて、更なる事故対策の強化を図る(詳しくは、「NTT中継回線#概要」内の「年表」の欄を参照)。
- 12月 - 在京キー局と新聞社とがそれぞれ保有する株式の整理が実施され、日本テレビ＝読売新聞、TBS＝毎日新聞、フジテレビ＝サンケイ新聞、NET＝朝日新聞、東京12チャンネル＝日本経済新聞の形による「新聞・放送」の株式単一化が進められた。
- 12月9日 - NHK総合、カラーテレビ受像機の普及を最優先方針としたこと等から、東京と大阪での音声多重放送の実験放送を、この日の19時のニュースの2か国語放送を最後に終了[注 14][22][23]。以後同放送は、テレビ放送が全面カラー化した[注 15]以後の、1978年9月28日の日本テレビの実用化試験放送開始まで行われなかった。
- 12月22日 -【訃報】2020年度後期NHK連続テレビ小説『おちょやん』のヒロインのモデルとなった人物で、松竹新喜劇の看板女優を経て映画などに出演し、テレビドラマではNHK大河ドラマ『太閤記』（1965年）や『細うで繁盛記』シリーズ（読売テレビ制作・日本テレビ系）などに出演し、また大塚製薬「オロナインH軟膏」のCM・ホーロー看板でも知られた女優の浪花千栄子が死去（66歳没）。

## 開局・放送開始
- 2月17日 - NHK岐阜放送局の総合テレビ[1][8][9]
- 3月3日 - NHK津放送局の総合テレビ[1][9][10]
- 4月1日 - 奈良テレビ放送[11]
- 11月1日 - 東京12チャンネル (株式会社運営の一般局として)  日本科学技術振興財団が運営していたテレビ事業本部「東京12チャンネル(科学テレビ)」を、これまで財団の番組を制作してきた「東京十二チャンネルプロダクション」（10月24日に「東京十二チャンネル」に社名変更）が、施設や資産を引き継いだ。しかし免許に関しては郵政省によるチャンネルプランの変更(10月19日。京浜地区の民放教育専門局用(第10と第12チャンネル)を廃止し、改めて民放総合局用(同一)を割り当てる)もあり財団が科学技術教育局として申請していたのを取り下げ、東京十二チャンネル側に一般局としての免許が付与された。よって「財団テレビ局が10月31日に廃局。11月1日に12チャンネル開局」という形である。

## 周年

### 番組
- 放送開始20周年
  - 『NHK紅白歌合戦』（NHK総合）[注 16]
- 放送開始15周年
  - 『ロッテ 歌のアルバム』（TBS）
- 放送開始10周年
  - 『大河ドラマ』（NHK総合）
  - 『新日本紀行』（NHK総合）
  - 『あなたのメロディー』（NHK総合）
  - 『キユーピー3分クッキング』（日本テレビ、1月）[注 17]
  - 『ロンパールーム』（日本テレビ）
  - 『アップダウンクイズ』（毎日放送）
- 放送開始5周年
  - 『連想ゲーム』（NHK総合）[注 18]
  - 『3時のあなた』（フジテレビ）
  - 『ポーラテレビ小説』（TBS）
  - 『夜のヒットスタジオ』（フジテレビ）
  - 『HTBニュースロータリー』（北海道テレビ）

### 開局・放送開始
- 2月1日 - 日本放送協会（NHK）テレビジョン本放送開始20周年。
- 2月22日 - NHK熊本、鹿児島放送局テレビジョン放送開始15周年。
- 3月1日、RKB毎日放送テレビジョン放送開始15周年
- 4月1日
  - 開局10周年 - 福島テレビ
- 6月1日 - 山陽放送テレビジョン放送開始15周年
- 7月1日 - 西日本放送テレビジョン放送開始15周年
- 8月12日 - 岐阜放送テレビジョン放送開始5周年
- 8月28日
  - 開局20周年 - 日本テレビ放送網
  - 開局15周年 - 讀賣テレビ放送、テレビ西日本
- 10月25日 - 信越放送テレビジョン放送開始15周年
- 11月1日
  - テレビジョン放送開始15周年 - 静岡放送
  - 開局5周年 - テレビ静岡
- 11月3日 - 北海道テレビ放送開局5周年
- 11月22日 - 関西テレビ放送開局15周年
- 12月1日 - 北陸放送、南海放送テレビジョン放送開始15周年
- 12月16日 - 新潟総合テレビ開局5周年
- 12月24日 - 新潟放送テレビジョン放送開始15周年
- 12月25日 - 東海テレビ放送開局15周年

## 記念回
- 2月24日 - 仮面ライダーシリーズ（毎日放送）100回[注 19]
- 8月26日 - スター誕生!（日本テレビ）100回

## 視聴率
（関東地区、ビデオリサーチ調べ）

### 報道
1. スタジオ102（NHK総合、4月25日）44.4%
2. 首都圏交通情報[注 20]（NHK総合、4月27日 8:05-8:12）44.1%
3. 首都圏交通情報[注 20]（NHK総合、4月27日 7:20-7:35）44.0%
4. 報道番組（ドバイ日航機ハイジャック事件、国会会期再延長）（NHK総合、7月24日）43.6%
5. ニュース（NHK総合、12月31日 20:55-21:00）43.2%
6. ゆく年くる年（NHK総合、12月31日）43.0%
7. カメラリポート（NHK総合、11月30日）42.6%
8. ニュース（NHK総合、4月27日 7:00-7:35）41.7%
9. JNNフラッシュニュース（TBS、4月7日）41.6%
10. 報道番組（日航ジャンボ機乗っ取り事件他）（NHK総合、7月23日）41.5%

### スポーツ
1. プロボクシング世界ジュニア・ミドル級タイトルマッチ「輪島功一×ミゲル・デ・オリベイラ」（フジテレビ、1月9日）42.0%

### バラエティー
1. 第24回NHK紅白歌合戦（NHK総合、12月31日）75.8%
2. 8時だョ!全員集合（TBS、4月7日）50.5%
3. 第4回輝け!日本歌謡大賞（日本テレビ、11月20日）47.4%
4. '73新春スターかくし芸大会（フジテレビ、1月1日）44.1%
5. 1973年度輝く!日本レコード大賞（TBS、12月31日）44.1%

### ドラマ
1. ありがとう・最終回（TBS、1月18日）55.2%
2. 連続テレビ小説 北の家族（NHK総合、11月10日）51.7%
3. 連続テレビ小説 藍より青く（NHK総合、3月5日）50.2%
4. ゆびきり（TBS、1月25日）49.8%
5. 水戸黄門 第4部（TBS、5月28日）35.4%
6. 水戸黄門 第4部（TBS、6月4日）35.4%

## テレビ番組

### テレビドラマ

#### NHK
- 大河ドラマ 国盗り物語（主演：平幹二朗）
- 連続テレビ小説 北の家族（主演：高橋洋子）
- 銀座わが町（出演：中村玉緒、宇野重吉、森光子 他）
- けったいな人びと（出演：八千草薫、藤田まこと、笑福亭仁鶴 他）

#### 日本テレビ系
- 月曜スター劇場
  - つくし誰の子 第3シリーズ（出演：池内淳子、杉村春子 他）
  - たんぽぽ（第1シリーズ）（出演：宇津井健、あおい輝彦、音無美紀子、山川ゆたか、長谷川諭、松原智恵子、長山藍子、中原ひとみ、松山英太郎、三崎千恵子、佐藤英夫、伊藤圭亮、富永美沙子、ミヤコ蝶々、杉村春子 他）
- 火曜劇場
  - 加那子という女（主演：新珠三千代。ここから21:30 - 22:25枠）
  - 恋ちりめん（主演：三田佳子。ここまで21:30 - 22:25枠）
  - 人妻だから（主演：山本陽子。これ以後22:00 - 22:55枠）
- 木曜9時半枠（読売テレビ制作）
  - らっきょうの花（出演：酒井和歌子、芦田伸介、大和田伸也 他）
  - 新・細うで繁盛記（主演：新珠三千代）
- トヨタ金曜劇場
  - 恋は大吉（出演：森雅之、千秋実、松山政路、麻丘めぐみ、ちあきなおみ 他）
  - くるくるくるり（出演：萩原健一、島田陽子、伴淳三郎、三ツ矢歌子 他。同作を最後にトヨタ一社提供は終了）
- 土曜グランド劇場
  - さよなら・今日は（出演：浅丘ルリ子、山村聰、中野良子、栗田ひろみ、山口崇 他。日本テレビ開局20周年記念番組）
- 日曜8時枠
  - おこれ!男だ（出演：森田健作、石橋正次 他）
  - てんつくてん（出演：司葉子、三波伸介、和田アキ子、岡崎友紀、桜田淳子、森昌子、渡辺篤史 他）
- 日曜9時半枠時代劇
  - 子連れ狼（主演：萬屋錦之介）
  - 唖侍鬼一法眼（主演：若山富三郎）
- 伝七捕物帳（主演：中村梅之助）
- 雑居時代（出演：石立鉄男、大原麗子 他）
- ご存知時代劇
- 夫婦日記

#### TBS系
- キイハンター（出演：丹波哲郎、千葉真一、野際陽子、谷隼人 他） ※1968年から
- ナショナル劇場
  - 大岡越前・第3部 (主演：加藤剛 他) (1972年6月12日-1973年1月15日)
  - 水戸黄門・第4部（出演：東野英治郎、里見浩太朗、横内正、高橋元太郎、中谷一郎 他）
  - 江戸を斬る 梓右近隠密帳（主演：竹脇無我）
- ポーラテレビ小説
  - 薩摩おごじょ（主演：小林亜紀子）
  - 愛子（主演：杉田景子）
- 水曜劇場
  - 時間ですよ（第3部）（主演：森光子）
  - 娘はむすめ（主演：曽我廼家明蝶）※10月より21:00開始に変更。
- ゆびきり（出演：石坂浩二、長山藍子、大木智子、高野浩幸、高橋ゆかり、水野哲、瀬島充貴、上村香子、尾藤イサオ、宝生あやこ、岩本多代、深谷みさお、松井美知子、寺町孝司、松村達雄、葦原邦子、伴藤武、前田清子、西條良子、吉本由里子、清水将夫）
- おさななじみ（主演：北大路欣也、他：桜木健一、勝呂誉、小橋玲子、榊原るみ）
- お姉ちゃん（主演：倍賞千恵子、他：山本學、志垣太郎、栗田ひろみ）
- 白い影（主演：田宮二郎、山本陽子）
- アイフル大作戦（主演：小川真由美）
- 必殺シリーズ（朝日放送制作）
  - 必殺仕掛人（第1作｡ 出演：林与一、緒形拳 他）（1972年9月2日-1973年4月14日）
  - 必殺仕置人（第2作。出演：山﨑努、沖雅也、藤田まこと 他）（4月21日-10月13日）
  - 助け人走る（第3作。出演：田村高廣、中谷一郎、山村聰 他）（10月20日-1974年6月22日）

#### フジテレビ系
- あした天気に（主演：仁科明子）
- 月曜20時
  - 青春家族（主演：田中真規子）
  - 陽はまた昇る
- 月曜21時
  - 愛のはじまるとき
  - ボクのしあわせ
- 土曜20時
  - お嫁さんに決めた!（主演：岡崎友紀）
  - 肝っ玉捕物帳（主演：京塚昌子）
- どてらい男（関西テレビ制作。主演：西郷輝彦）
- ぶらり信兵衛 道場破り（主演：高橋英樹）
- 木曽街道いそぎ旅（C.A.L制作。主演：山口崇）

#### NET系
- 出雲の阿国（出演：佐久間良子、緒形拳 ほか）
- 非情のライセンス（主演：天知茂）
- 女・その愛のシリーズ

### 子供向けドラマ

#### NHK
- 人形劇 新八犬伝（NHK総合）

#### 日本テレビ系
- ぼくは叔父さん（主演：郷ひろみ）
- ゲンコツの海（北日本放送制作。主演：渡辺篤史）
- とことんやれ大奮戦!（主演：フォーリーブス）

#### TBS系
- おもちゃ屋ケンちゃん（主演：宮脇康之、永春智子）
- 走れ!ケー100（主演：大野しげひさ）
- ブラザー劇場 刑事くん第2部（主演：桜木健一）
- ラブラブライバル（主演：岡崎友紀）
- がんばれ!兄ちゃん（主演：進士晴久）
- サインはV（第2作）（主演：坂口良子）

#### フジテレビ系
- ボクは女学生（主演：北公次）

#### NET系
- どっこい大作（主演：金子吉延）

### テレビアニメ
- バビル2世（NETテレビ）
- けろっこデメタン（フジテレビ）
- 山ねずみロッキーチャック（フジテレビ）
- ジャングル黒べえ（毎日放送）
- ドラえもん（日本テレビ）
- ワンサくん（関西テレビ）
- 荒野の少年イサム（フジテレビ）
- ミクロイドS（NETテレビ）
- ゼロテスター（関西テレビ）
- ミラクル少女リミットちゃん（NETテレビ）
- 新造人間キャシャーン（フジテレビ）
- 空手バカ一代（NETテレビ）
- ドロロンえん魔くん（フジテレビ）
- エースをねらえ!（毎日放送）
- 冒険コロボックル（読売テレビ）
- 侍ジャイアンツ（読売テレビ）
- キューティーハニー（NETテレビ）
- ずっこけマンガ大作戦（日本テレビ） - 海外作品2本立て。アニメ再放送枠『おーい!まんがだヨー』（関東ローカル）で放送。
  - 快傑五人組 - 前半。
  - ダメ猫ニャゴ - 中期までの後半。
  - 名探偵ジェームス・ホント - 後期の後半。
- いじわるじいさん大追跡（英語版）（日本テレビ） - 海外作品。『スターアクション』開始までのつなぎ番組。

### 特撮番組
- ファイヤーマン（日本テレビ）
  - 出演：誠直也、睦五郎（後の睦五朗）、岸田森、平泉征（後の平泉成）、栗原啓子 他
- 魔人ハンター ミツルギ（フジテレビ）
  - 出演：水木襄 他
- ジャンボーグA（毎日放送）
  - 出演：立花直樹、田崎潤、和崎俊哉 他
- 仮面ライダーV3（毎日放送）
  - 出演：宮内洋、山口暁、小林昭二、小野ひずる、千波丈太郎、富士野幸夫、中村文弥 他
- 流星人間ゾーン（日本テレビ）
  - 出演：青山一也、中山昭二 他
- 白獅子仮面（日本テレビ）
  - 出演：三ツ木清隆 他
- ロボット刑事（フジテレビ）
  - 出演：千葉治郎（後の矢吹二朗）、高品格、仲村秀生、川久保潔 他
- ウルトラマンタロウ（TBS）
  - 出演：篠田三郎、名古屋章、東野孝彦（後の東野英心） 他
- GO!GOスカイヤー→GO!GOスカイヤー 大空の勇者（フジテレビ）
  - 主演：沖雅也、佐々木剛
- 風雲ライオン丸（フジテレビ）
  - 出演：潮哲也 他
- へんしん!ポンポコ玉（TBS）
  - 出演：小林文彦、阪脩、塩沢とき 他
- キカイダー01（NETテレビ）
  - 出演：池田駿介、伴大介、志穂美悦子、八名信夫、飯塚昭三 他
- スーパーロボット レッドバロン（日本テレビ）
  - 出演：岡田洋介、大下哲矢、加藤寿、保積ペペ、牧れい、伊海田弘 他
- クレクレタコラ（フジテレビ）
  - 出演：太田淑子 他
- イナズマン（NETテレビ）
  - 出演：伴直弥、高橋ゆかり、桜井マリ、山田芳一、室田日出男、飯塚昭三 他
- ダイヤモンド・アイ（NETテレビ）
  - 出演：大浜詩郎、黒沢のり子、隅田和世、玉川良一、南原宏治、池水通洋、野田圭一 他
- 鉄人タイガーセブン（フジテレビ）
  - 出演：南城竜也、中条静夫、小林恭治 他
- 隠密剣士#隠密剣士（荻島真一版）（TBS）
- 隠密剣士#隠密剣士 突っ走れ!（TBS）
- 行け! グリーンマン（日本テレビ）- 『おはよう!こどもショー』内で放送
- 恐怖劇場アンバランス（フジテレビ）

### 報道・情報番組
- スタジオからこんにちは（NHK総合）[25]
- 3時にあいましょう（TBS）
- 今日の視点(フジテレビ)[4]
- ザ・ロンゲスト・ショー（東京12チャンネル）[4]
- さきがけニュース(秋田放送)
- FTVテレポート（福島テレビ）
- ワイド15:00(北陸放送)[4]
- 奥さん!10時です(山陽放送)[4]
- あなたの11(テレビ西日本)[4]

### バラエティ番組
- お好み演芸会（NHK総合）
- 真打ち登場（NHK総合）
- コント55号のなんでそうなるの?（日本テレビ）
- マチャアキのシャカリキ大放送!!（日本テレビ）
- 金曜10時!うわさのチャンネル!!（日本テレビ）
- （シャボン玉）歌まね合戦スターに挑戦!!（日本テレビ）
- シャボン玉サタデー（日本テレビ）
- ビックリ決定版!!（日本テレビ）
- 日曜笑待席（第1期）（日本テレビ）
- そっくりショー（第3期）（読売テレビ）
- 買ッテ来ルゾト勇マシク（読売テレビ）
- 結婚への扉（TBS）
- となりの真理ちゃん（TBS）
- とび出せ!真理ちゃん（TBS）
- 人気スター今週のベストテン→爆笑 歌うスター選手権（TBS）
- クレージーの奥さ〜ん!（フジテレビ）
- 木曜リクエストスタジオ→木曜スタジオ（フジテレビ）
- スターまねマネ大会（フジテレビ）
- ひらけ!ポンキッキ（フジテレビ）[4] - 子供向け番組
- やっちゃおう!チータ（NETテレビ）
- 紅白スター対抗大合戦（東京12チャンネル）
- ガッツヤング登場→へーイ!ハイ!ガッツ（東京12チャンネル）
- プレイ・プレイ・プレイ!（東京12チャンネル） - 子供向け番組
- 明色スターゲーム合戦（毎日放送）
- プロポーズ大作戦（朝日放送）[注 21]
- パンチDEデート（関西テレビ）[注 22]

### クイズ番組
- シャボン玉ボンボン（日本テレビ）
- ほんものは誰だ!（日本テレビ）
- クイズオンクイズ!!（日本テレビ）
- シャープ・スターアクション（日本テレビ）

### 音楽番組
- 歌のゴールデンステージ（NHK総合）
- ワンマンショー（NHK総合）
- 第7次NHKイタリア歌劇団公演（一部公演はステレオ[注 23]）（NHK総合・教育）
- キンキン&ムッシュのザ・チャレンジ!!（日本テレビ）
- プラチナゴールデンショー（第2期）（日本テレビ）
- 永大勝ち抜きのど自慢（読売テレビ）
- 火曜歌謡ビッグマッチ（TBS）
- 歌う新人王決定戦（TBS）
- スター・オン・ステージ あなたならOK!（NETテレビ）

### 教養・ドキュメンタリー番組
- プルルくん（NHK教育）
- ぼくらの社会科ノート（NHK教育）
- 世界と日本（モノクロ、翌年4月からカラー化[27]）（NHK教育）

### 料理番組
- 東芝アラカルトクッキング・しあわせの味（日本テレビ）

### 単発特別番組枠
- 木曜スペシャル（日本テレビ）
- 土曜スペシャル（フジテレビ）
- ビッグスペシャル（NETテレビ）

### 特別番組
- 1月1日
  - 第10回新春スターかくし芸大会（フジテレビ）
- 2月27日
  - オールスター紅白バレーボール大会（フジテレビ）※初回。
- 6月25日
  - 芸能人女子ソフトボール大会（フジテレビ）
- 12月31日
  - 第24回NHK紅白歌合戦（NHK総合）
  - 輝く!第15回日本レコード大賞（TBS）
  - 美空ひばりワンマンショー（NETテレビ）[7]
- 12月31日 - 1974年1月1日未明
  - ゆく年くる年（NHK総合）
  - ゆく年くる年（NETテレビ / 民間放送86社）

### 既存番組のカラー化
年内開始番組を除く
- 中学生の数学（NHK教育）- （1972年度である）3月までは年間の約半分の回数がカラー放送[28]、1973年度に入る4月からは毎回カラー放送[29]。
- おはよう!フジテレビです（フジテレビ） - 10月14日から[30]。